# Xavier Woods
Austin Watson (Columbus, 4 de setembro de 1986) é um lutador profissional americano e personalidade de televisão. Atualmente ele trabalha na WWE, onde atua na marca SmackDown sob o nome de ringue Xavier Woods. Watson também faz aparições públicas fora do wrestling sob o nome de Austin Creed.
Watson trabalhou anteriormente para a Total Nonstop Action Wrestling (TNA) como Consequences Creed, e foi uma vez Campeão Mundial de Duplas da TNA com Jay Lethal como Lethal Consequences. Depois de assinar com a WWE em 2010, ele foi designado para o território de desenvolvimento da Florida Championship Wrestling (FCW) sob o nome de ringue Xavier Woods. FCW foi posteriormente renomeado para NXT, onde Woods trabalhou até ser chamado para o plantel principal em 2013. Em 2014, Woods formou The New Day ao lado de Big E e Kofi Kingston, e desde então se tornou um recorde de sete vezes Campeão de Duplas do SmackDown e quatro vezes Campeão de Duplas do Raw, tornando-o 11 vezes campeão de duplas na WWE. O segundo reinado de New Day com o Campeonato de Duplas do Raw foi o mais longo reinado de qualquer título de duplas masculino na história da WWE até esse recorde ser quebrado em fevereiro de 2021. Em outubro de 2021, Woods se tornou o 22º vencedor do torneio King of the Ring e passou brevemente pelo nome de King Woods.
Desde 2015, Watson, como Austin Creed, hospeda um canal de jogos no YouTube intitulado UpUpDownDown, onde convida colegas artistas da WWE, personalidades de jogos, amigos e convidados para jogar. Ele também é apresentador da rede de televisão G4, que cobre videogames, após seu renascimento em 2020.

## Início de vida
Watson nasceu em Columbus, Geórgia. Ele se formou na Sprayberry High School em 2004. Mais tarde naquele ano, ele começou a estudar psicologia e filosofia na Furman University em Greenville, Carolina do Sul. Ele se formou com mestrado em psicologia e bacharelado em filosofia.

## Carreira na luta livre profissional

### Primeiro anos (2005–2007)
Enquanto frequentava a Furman University, Watson começou a treinar para uma carreira no wrestling profissional e, em 2005, começou a lutar meio período com a promoção Ultimate Christian Wrestling de Rob Adonis. Enquanto estava no World Wrestling Council, baseado em Greenville, Carolina do Sul, ele desenvolveu sua gimmick Austin Creed, que é fortemente baseado no personagem Apollo Creed da série Rocky.
Durante seu tempo na NWA Anarchy, Creed fez parte de uma dupla chamada Awesome Attraction com Hayden Young. A dupla teve um dos reinados de título mais longos da história da promoção depois de derrotar Justice Served (Jason Justice e Mike Free) em Cornelia, Geórgia, em 7 de abril de 2007. Em 2006, Creed ganhou como o lutador mais popular da NWA, votado pelos fãs da NWA.
Em 2007, Watson tirou um dia de folga da faculdade para aparecer sem aviso prévio no prédio principal da Deep South Wrestling (DSW), então um território de desenvolvimento da WWE, e se candidatar a um emprego como lutador; coincidentemente, seu futuro parceiro do New Day Kofi Kingston (então usando o ringname "Kofi Nahaje Kingston") estava trabalhando no ringue no momento exato em que chegou, marcando o primeiro encontro entre os dois. A DSW aceitou fazer um teste com Creed, embora a WWE oficialmente cortasse os laços com a DSW pouco antes de ele receber um contrato. Em 12 de julho de 2007, Creed derrotou Murder-One em uma final de torneio para ganhar o vago Campeonato Peso Pesado da DSW, tornando-se o primeiro lutador a deter o título sem a empresa ser afiliada à WWE; a empresa fechou suas portas no dia 11 de outubro seguinte, tornando Creed o último Campeão Peso Pesado DSW.

### Total Nonstop Action Wrestling (2007–2010)

#### X Division (2007–2008)

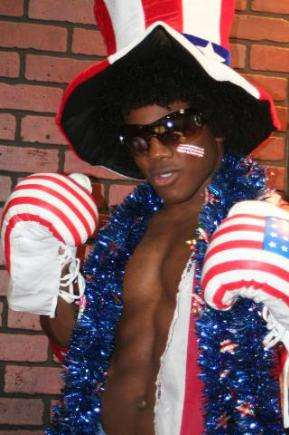
Watson como Consequences Creed posando em outubro de 2007

Creed apareceu no evento pay-per-view Bound for Glory da Total Nonstop Action Wrestling, em parceria com Ron Killings como substituto de Adam "Pacman" Jones. Creed lutou sob o nome de Rasheed Lucius "Consequences" Creed. Sua união com Ron Killings foi apelidada de Truth and Consequences, que era uma combinação do apelido de Killings "The Truth" e o apelido de Creed "Consequences", bem como um jogo de palavras no game show de um nome semelhante.
Em 21 de outubro de 2007, foi relatado que Creed havia assinado um contrato com a TNA. A assinatura foi relatada quando Creed apareceu no programa de rádio Trash Talking Radio em 23 de outubro com Tommy Cairo e Sabian. Sua assinatura também foi confirmada mais tarde em um show da NWA Anarchy, onde Creed foi presenteado com o contrato pelo diretor de reservas da TNA, Bill Behrens. Após Bound For Glory, Creed não foi visto na televisão da TNA por meses depois que Killings pediu e mais tarde foi concedido sua liberação da empresa.
Em 10 de fevereiro de 2008, Creed lutou em uma dark match antes do Against All Odds. Ele se juntou a Sonjay Dutt derrotando The Rock 'n Rave Infection. No episódio de 13 de março do Impact!, um vídeo promocional com as palavras "prepare-se para enfrentar as consequências" mostrou Creed treinando e anunciou que ele faria seu retorno no pay-per-view Lockdown em 13 de abril. A data de retorno foi alterada para 10 de abril. No episódio de 10 de abril do Impact!, Creed fez seu retorno ao ringue e derrotou Jimmy Rave do The Rock 'n Rave Infection, qualificando-se para a luta Xscape no Lockdown. Durante a luta, Creed eliminou Shark Boy, mas depois foi eliminado por Curry Man. Creed mais tarde lutou na primeira luta TerrorDome no Sacrifice, que foi vencida por Kaz.
No Hard Justice, Creed enfrentou Petey Williams pelo Campeonato da X Division, mas perdeu após interferência de Sheik Abdul Bashir. Em 4 de setembro de 2008, no episódio do Impact!, ele venceu uma luta número um contra Bashir pelo direito de enfrentar Williams novamente no No Surrender pelo título da X Division. No entanto, a luta foi posteriormente alterada para uma triple threat depois que Bashir atacou Creed repetidamente e, finalmente, Bashir venceu a luta e o título da X Division. No Bound for Glory IV em 12 de outubro de 2008, Creed foi derrotado por Bashir em outra luta pelo Campeonato da X Division.

#### Lethal Consequences (2008–2010)

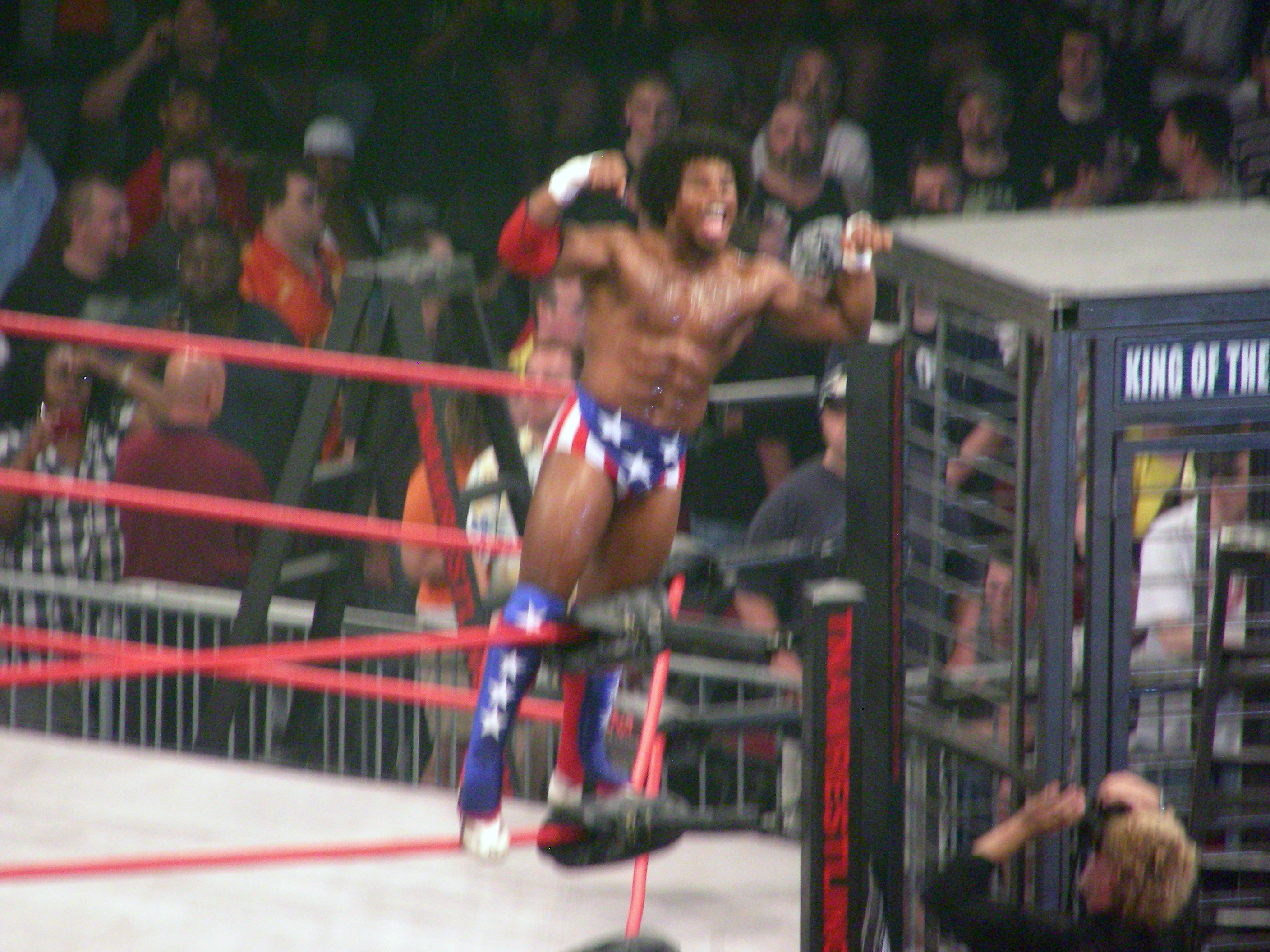
Creed no Slammiversary 2009

Em 30 de outubro de 2008, no episódio do Impact!, Creed, junto com Samoa Joe, A.J. Styles, Jay Lethal, Petey Williams, Eric Young, ODB e The Motor City Machineguns formaram uma facção de lutadores mais jovens, conhecidos como The Frontline, para se opor ao Main Event Mafia.
Em 8 de janeiro de 2009 (gravado em 16 de dezembro de 2008), o membro da Frontline Lethal escolheu Creed para ganhar dinheiro com sua maleta Feast or Fired, e a dupla ganhou o Campeonato Mundial de Duplas dos campeões Beer Money, Inc. (Robert Roode e James Storm). Creed e Lethal passaram a ser nomeados Lethal Consequences, uma combinação de seus respectivos nomes. Beer Money, Inc. recuperou seus títulos em uma partida three-way no Genesis. no Against All Odds, Creed e Lethal conseguiram sua revanche, mas não conseguiram recuperar os títulos.
Nos meses seguintes, Creed e Lethal se uniram aos Motor City Machineguns para tentar desmascarar Suicide. No Against All Odds, Lethal Consequences perdeu para Beer Money, Inc., No Destination X, Creed competiu em uma luta Ultimate X pelo Campeonato X Division da TNA que foi vencido por Suicide. No Lockdown, Creed competiu em uma luta Xscape pelo Campeonato da X Division que foi vencida por Suicide. No Sacrifice, Lethal Consequences e Eric Young derrotaram The Motor City Machine Guns (Alex Shelley e Chris Sabin) e Sheik Abdul Bashir. No Slammiversary, Creed competiu em uma luta King of the Mountain pelo Campeonato da X Division que foi vencida por Suicide. No Hard Justice, Creed competiu em uma luta Steel Asylum que foi vencida por Daniels.
Em 1 de outubro de 2009, no episódio do Impact!, Creed e Lethal fizeram parte de uma luta de escadas de 5 homens para uma futura luta pelo título da X Division. Durante a luta, Amazing Red, que acabou vencendo a luta, executou um hurricanrana driver, que fez Creed vomitar depois que sua cabeça bateu no tapete.
No Bound for Glory, Lethal Consequences (Consequences Creed e Jay Lethal) perdeu para The Motor City Machine Guns (Alex Shelley e Chris Sabin) no pré-show. no Final Resolution, Creed competiu em uma partida Feast or Fired, mas não conseguiu vencer a partida.
Watson foi liberado da TNA em 29 de março de 2010.

### New Japan Pro-Wrestling (2010)
Em 4 de abril, a New Japan Pro-Wrestling (NJPW) anunciou Watson, sob seu nome de ringue Consequences Creed, como participante do primeiro Super J Tag Tournament. Em 8 de maio, Creed e seu parceiro Kota Ibushi foram eliminados do torneio na primeira rodada pela equipe de Gedo e Kushida. Creed retornou ao New Japan em 28 de junho de 2010, juntando-se ao Campeão Peso Pesado da IWGP Togi Makabe e Tomoaki Honma no J Sports Crown Openweight 6 Man Tag Tournament. Depois de derrotar Tamon Honda, Kentaro Shiga e Makoto Hashi na rodada de abertura, o trio foi eliminado do torneio na segunda rodada por Shinsuke Nakamura, Masato Tanaka e Tomohiro Ishii.
Em 10 de julho, Creed derrotou Brian Milonas, U-Gene e Tommaso Ciampa para vencer o Torneio Super 8 da East Coast Wrestling Association de 2010.

### World Wrestling Entertainment/WWE

#### Territórios de desenvolvimento (2010–2013)
Em 22 de julho de 2010, foi anunciado que Watson havia assinado um contrato de desenvolvimento com a World Wrestling Entertainment (WWE). Em uma entrevista de 2016, Watson revelou que foi contratado por aparecer sem aviso prévio na Florida Championship Wrestling (FCW), um território de desenvolvimento da WWE, para se candidatar a um emprego como lutador; seu futuro parceiro do New Day Kofi Kingston, que coincidentemente o conheceu no dia em que Watson apareceu da mesma forma na DSW em 2007, estava na sala novamente quando Watson entrou. A WWE originalmente queria assinar com Watson em tempo integral, mas como ele tinha seis meses antes de terminar a faculdade, ele recusou a oferta; em vez disso, eles concordaram em deixá-lo trabalhar meio período até que ele se formasse na faculdade, e deram a ele um contrato de período integral depois.
Watson, usando seu nome verdadeiro, fez sua estreia pela FCW em 29 de julho de 2010, em uma luta de duplas, onde ele e Percy Watson foram derrotados por Brodus Clay e Donny Marlow. Após sua estreia, ele foi adicionado ao site oficial da FCW sob o nome Xavier Woods. Em outubro, Woods começou a se juntar a Wes Brisco e eles participaram de uma luta de duplas em 14 de outubro, onde derrotaram três outras equipes. Em 4 de novembro, Woods e Brisco derrotaram Johnny Curtis e Derrick Bateman para se tornarem os Campeões de Duplas da Flórida. Em 1º de dezembro, Woods e Brisco deixaram o Campeonato de Duplas vago depois que Brisco foi afastado com uma lesão. Com Brisco afastado devido a uma lesão, Woods juntou-se a Marcus Owens para enfrentar Damien Sandow e Titus O'Neil pelo vago Campeonato de Duplas da Flórida, mas não tiveram sucesso. Depois disso, Woods começou a se apresentar como competidor individual ao longo de 2011 e 2012, embora sem muito sucesso.
Depois que a WWE renomeou seu território de desenvolvimento, FCW, para NXT, Woods fez sua estreia na televisão em 31 de outubro de 2012, episódio do NXT com uma derrota para Leo Kruger. Enquanto conquistava vitórias no NXT sobre nomes como El Local e Jake Carter, Woods começou a usar o truque de um fanboy da cultura popular dos anos 1990 que o viu implementar seu legítimo fandom de Mighty Morphin Power Rangers, Dragon Ball Z e outras culturas pop dos anos 1990 em suas lutas e roupas. Ele parou de usar esse truque quando foi chamado para o roster principal da WWE.

#### Parceria com R-Truth (2013–2014)

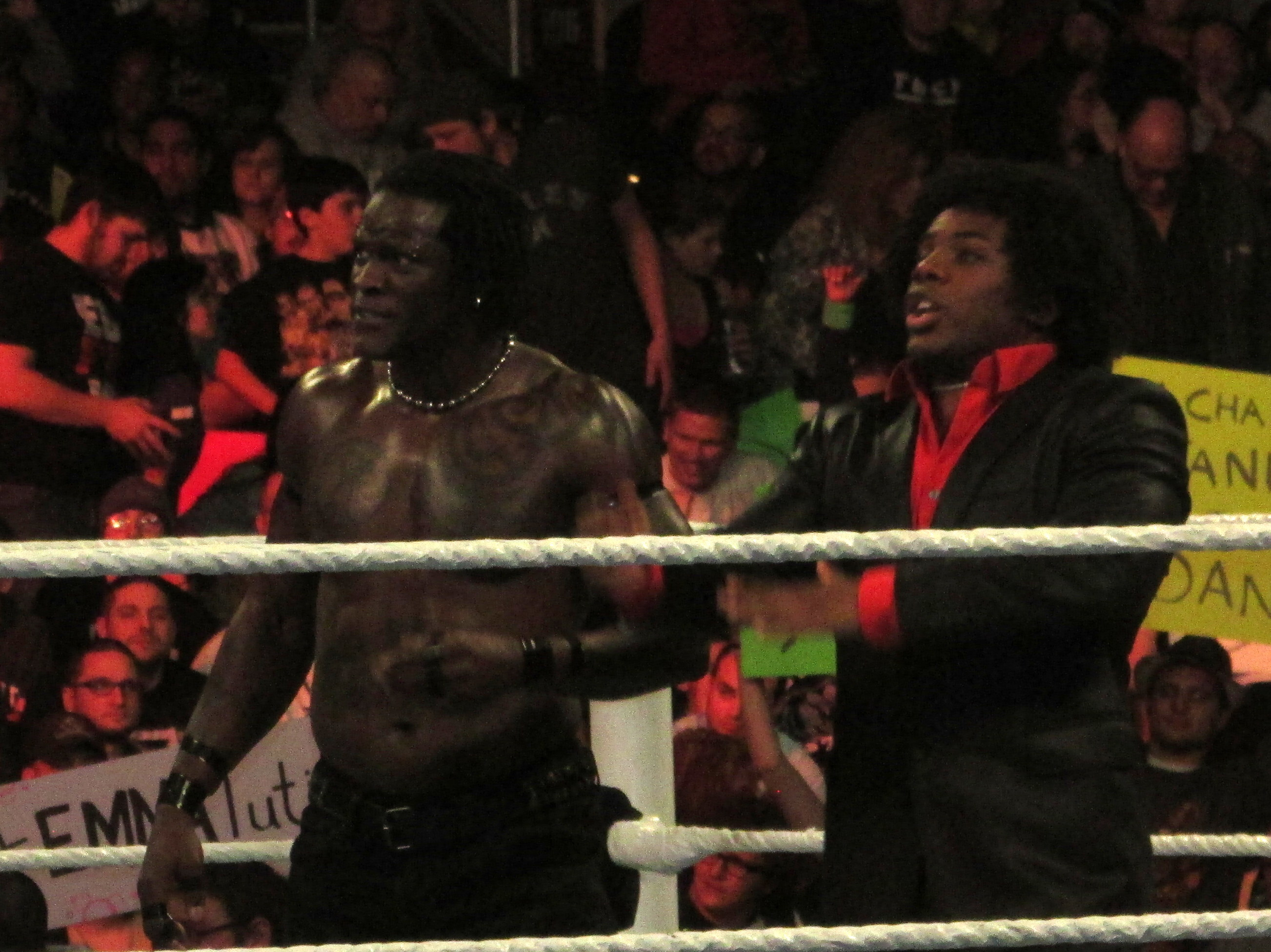
Woods (direita) e R-Truth em janeiro de 2014

Em 18 de novembro de 2013, no episódio do Raw, Woods fez sua estreia no elenco principal quando se juntou ao ex-aluno da TNA e ex-parceiro de duplas R-Truth para derrotar 3MB (Drew McIntyre e Jinder Mahal). Na semana seguinte no Raw, Woods derrotou Heath Slater em sua luta de estreia individual enquanto estava acompanhado por R-Truth e The Funkadactyls (Naomi e Cameron). No episódio de 29 de novembro do SmackDown, Woods começou uma rivalidade com Brodus Clay, depois que Clay se ofendeu com Woods usando sua música de entrada e The Funkdactyls como seus manobristas. Mais tarde naquela noite, Woods sofreu sua primeira derrota quando ele e R-Truth perderam para Tons of Funk (Clay e Tensai). No Raw de 2 de dezembro, Woods e Truth derrotaram Tons of Funk em uma revanche. No Raw de 9 de dezembro, Woods perdeu para Clay. No episódio de 11 de dezembro do Main Event, Woods e Truth derrotaram Tons of Funk para acabar com a rivalidade.
Em 6 de abril de 2014, Woods fez sua estreia na WrestleMania na WrestleMania XXX, onde competiu no André the Giant Memorial Battle Royal, mas não conseguiu vencer a luta. Woods e Truth então começaram uma rivalidade com o estreante Alexander Rusev, e foram derrotados por ele em encontros individuais. No Extreme Rules, Woods e Truth foram derrotados por Rusev em uma partida de handicap. Após essa derrota, a equipe de Woods e Truth se desfez silenciosamente.

#### The New Day e reinados como campeão de duplas (2014–2021)

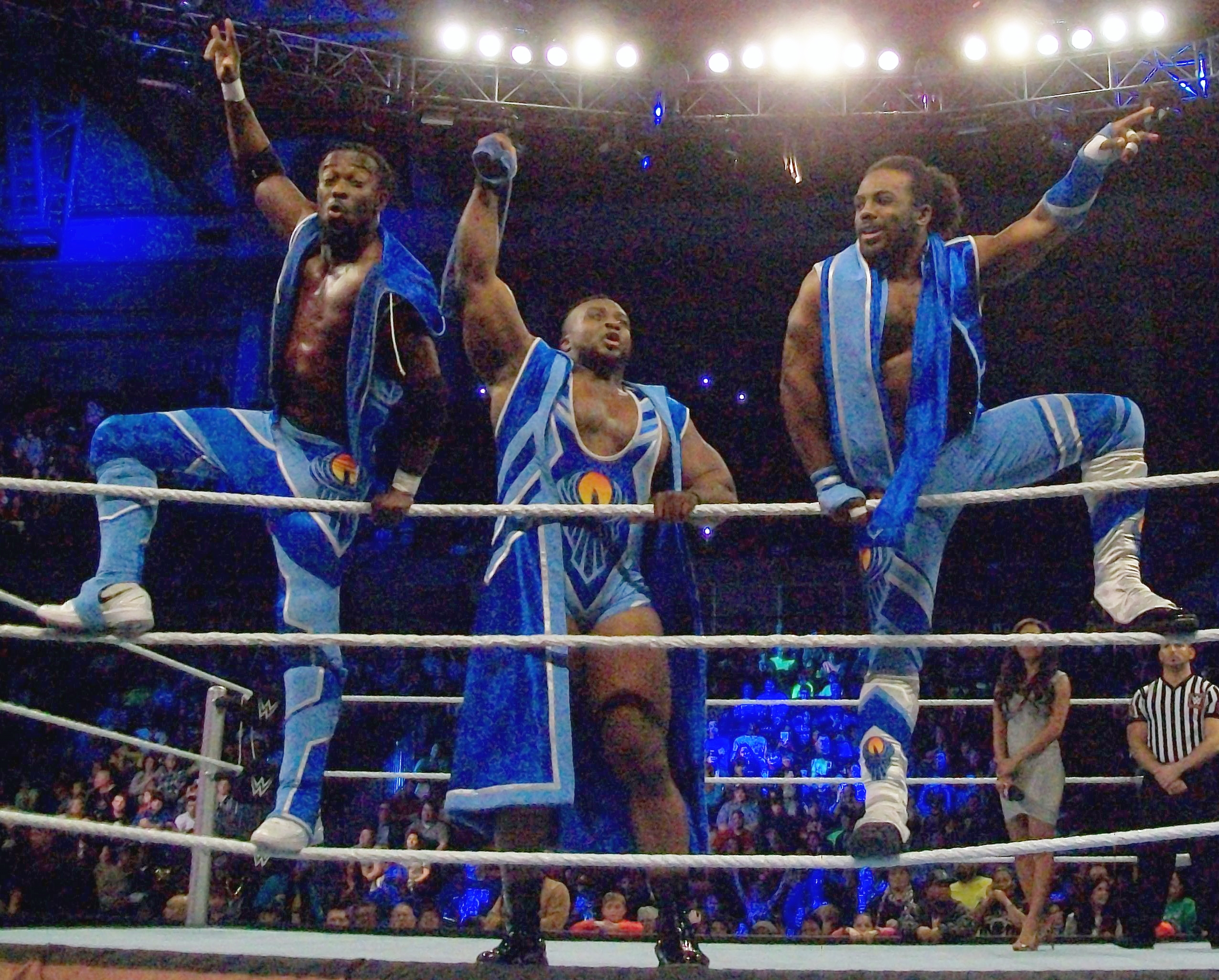
Woods (direita) com Kofi Kingston e Big E como The New Day em janeiro de 2015

No episódio do Raw de 21 de julho, depois que Big E e Kofi Kingston sofreram outra derrota como equipe em uma recente série de derrotas, Woods desceu para abordá-los. Ele passou a afirmar que eles não poderiam "seguir em frente beijando bebês e apertando as mãos" e que agora é "a hora deles" e se ofereceu para formar uma stable. A dupla aceitou a oferta de Woods, e no Main Event do dia seguinte, Woods conseguiu Big E e Kingston para uma vitória decisiva sobre Heath Slater e Titus O'Neil. No episódio de 29 de julho do Main Event, Woods fez um papel de comentarista enquanto ele e seu grupo observavam uma luta dos Campeões de Duplas da WWE, The Usos. O trio então se separou temporariamente como no episódio de 8 de agosto do SmackDown, tanto Big E quanto Kingston voltaram a lutar individualmente sem nenhum sinal ou menção aos outros dois membros do grupo. Woods também se juntou à equipe de transmissão ao lado de Rich Brennan em 28 de agosto no episódio de Superstars. Apesar de ter sido dissolvido na televisão da WWE; Woods, Big E e Kingston continuaram sua aliança em house shows. No episódio de 26 de setembro do SmackDown, Woods competiu em uma Battle Royal, que foi vencida por Cesaro.
A partir do episódio de 3 de novembro do Raw, a WWE começou a exibir vinhetas para Woods, Big E e Kingston, com a stable anunciada como The New Day, e apresentado como personagens babyface excessivamente positivos. The New Day fez sua estréia no ringue no episódio de 28 de novembro do SmackDown em uma vitória contra Curtis Axel, Heath Slater e Titus O'Neil. Eles começaram uma breve rivalidade com Gold e Stardust, que Kingston e Big E derrotaram Gold e Stardust no TLC: Tables, Ladders & Chairs pré-show em 14 de dezembro. Na WrestleMania 31, Woods competiu no André the Giant Memorial Battle Royal, onde foi eliminado pelo eventual vencedor, Big Show.

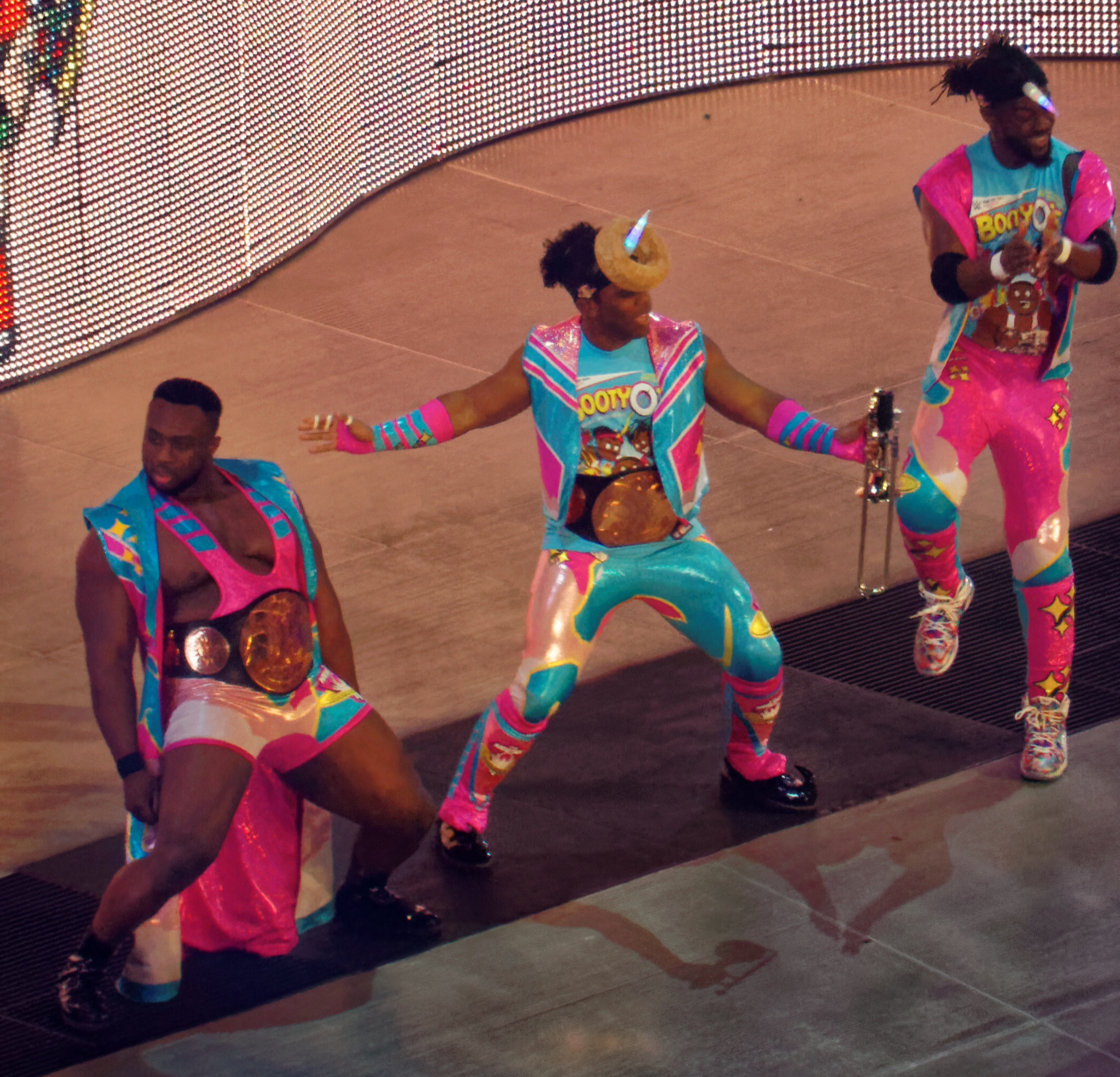
The New Day como Campeões de Duplas da WWE em abril de 2016

Em 6 de abril de 2015, no episódio do Raw, The New Day virou heel, depois que os fãs responderam negativamente ao grupo. Durante este tempo, Woods, especialmente, falava mal com seus oponentes e com a multidão durante as partidas. No Raw de 20 de abril, The New Day derrotou The Lucha Dragons por contagem para se tornar o desafiante pelo Campeonato de Duplas da WWE, depois que Woods segurou os pés de Sin Cara para impedi-lo de voltar ao ringue. No Extreme Rules, Big E e Kingston derrotaram Tyson Kidd e Cesaro para ganhar o Campeonato de Duplas da WWE, após uma distração de Woods. Woods recebeu então uma parte do título e o trio defendeu os títulos sob a Regra Freebird. Big E e Kingston mantiveram títulos contra Kidd e Cesaro no SmackDown e no Payback, com Woods interferindo em ambas as lutas. No Elimination Chamber, The New Day manteve o título na primeira luta Elimination Chamber, onde todos os três membros foram autorizados a competir. No Money in the Bank, Woods e Big E perderam os títulos para The Prime Time Players (Titus O'Neil e Darren Young), mas recuperam os títulos no SummerSlam pela segunda vez. Na noite seguinte no Raw, The New Day foi atacado pelo retorno de The Dudley Boyz, que terminou com Woods sendo colocado em uma mesa com um 3D. The New Day manteve os títulos contra The Dudley Boyz no Night of Champions e Live from Madison Square Garden por desqualificação, e no Hell in a Cell por pinfall. The New Day manteve o título no TLC em uma luta de escadas de duplas contra The Lucha Dragons e The Usos. Eles mantiveram seu título contra The Usos no Royal Rumble.
Apesar de retratar como heels, as fortes performances no ringue e segmentos de entretenimento do New Day receberam reações positivas da crítica e do público ao vivo e o trio virou face depois de zombar da The League of Nations (Sheamus, Alberto Del Rio, King Barrett e Rusev), enquanto a multidão estava começando a ficar atrás deles. The New Day manteve os títulos no Roadblock, depois de derrotar Sheamus e King Barrett, mas perdeu contra eles na WrestleMania 32 em uma luta de duplas de seis homens.[78] The New Day então manteve seu título no Extreme Rules contra The Vaudevillains e no Money in the Bank contra The Vaudevillains, Enzo Amore e Big Cass e Luke Gallows e Karl Anderson em uma luta fatal four-way tag team. Em 19 de julho, Woods, junto com seus companheiros de equipe do The New Day, foi convocado para o Raw como parte do draft da WWE. Em 22 de julho, The New Day se tornou o campeão de duplas da WWE com mais tempo na história, quebrando o recorde de 478 dias anteriormente estabelecido pelo Demolition. Depois que o SmackDown estabeleceu o Campeonato de Duplas do SmackDown após a divisão da marca, os títulos de The New Day foram renomeados para Campeonato de Duplas do Raw. Eles mantiveram os títulos contra Gallows e Anderson no SummerSlam e Clash of Champions. No episódio de 31 de outubro do Raw, The New Day revelou que eles foram nomeados capitães do Team Raw para a luta de eliminação de duplas do Survivor Series no Survivor Series. No evento, eles foram o primeiro time eliminado, embora o Team Raw ainda vencesse a luta. No Raw de 21 de novembro, The New Day manteve com sucesso seus títulos contra os únicos sobreviventes do Team Raw, Cesaro e Sheamus. No Roadblock: End of the Line, The New Day perdeu o Campeonato de Duplas do Raw para Cesaro e Sheamus, terminando seu reinado de campeão recorde em 483 dias. O New Day então recebeu uma revanche, mas não conseguiu recuperar os campeonatos. The New Day iria então sediar a WrestleMania 33.

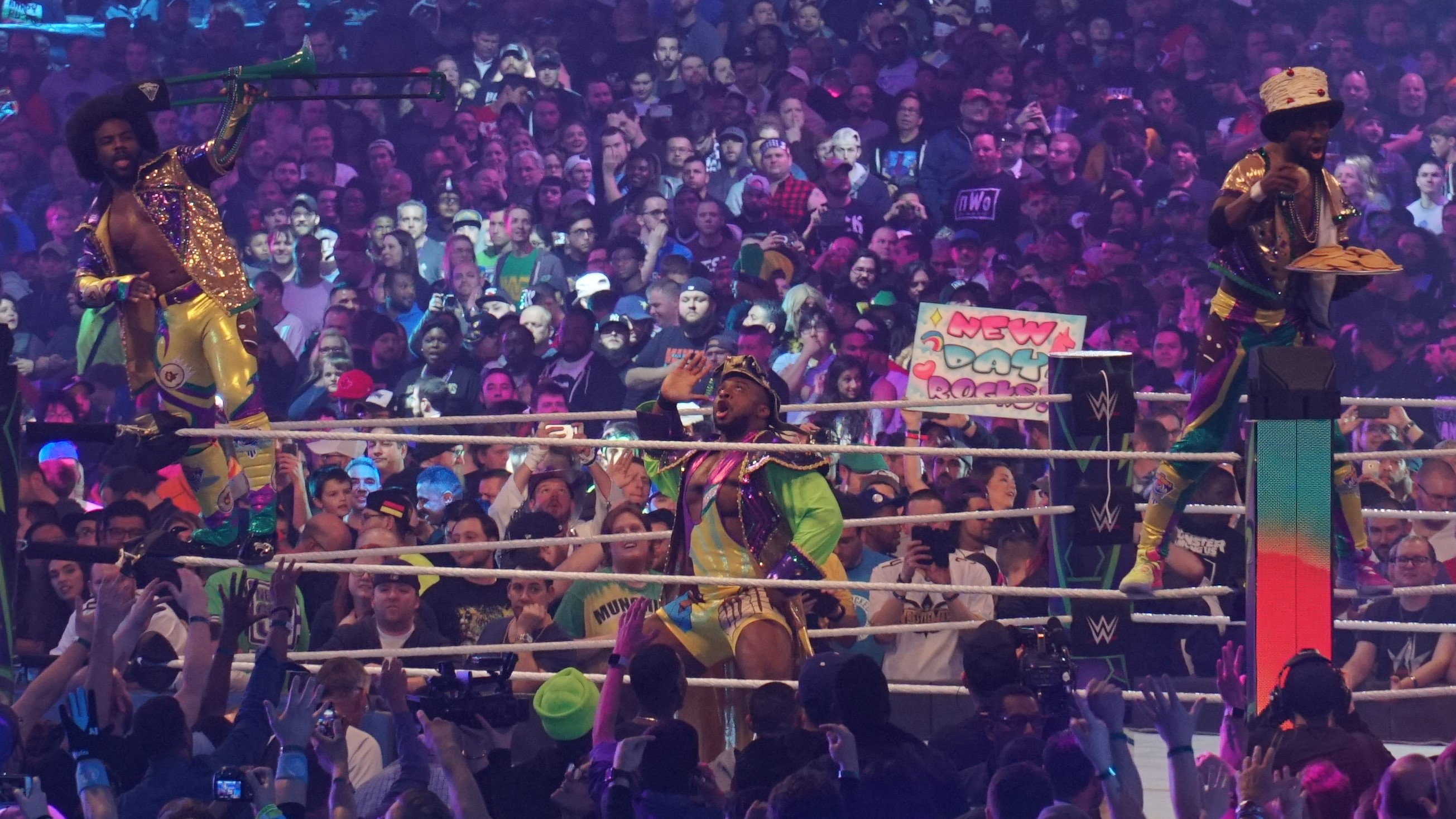
The New Day na WrestleMania 34

Em 11 de abril de 2017, The New Day foi movido para a marca SmackDown como parte do Superstar Shake-up. Eles começaram uma rivalidade com os Usos, enfrentando-os pelo Campeonato de Duplas do SmackDown no Money in the Bank, que eles venceram por contagem. No Battleground, Woods e Kingston derrotaram The Usos para ganhar o Campeonato de Duplas do SmackDown pela primeira vez, mas perderam os títulos de volta para The Usos no SummerSlam. No episódio de 12 de setembro do SmackDown Live, The New Day derrotou The Usos para reconquistar o título em uma Sin City Street Fight, mas os perdeu novamente para The Usos no Hell in a Cell. The New Day não conseguiu recuperar os títulos de The Usos no Clash of Champions em uma luta fatal four-way tag team envolvendo também a equipe de Chad Gable e Shelton Benjamin, e Aiden English e Rusev. No episódio de 26 de dezembro do SmackDown Live, o Gerente Geral Daniel Bryan revelou um torneio pelo vago Campeonato dos Estados Unidos. Neste torneio, Woods derrotou Aiden English na primeira rodada, mas perdeu para Jinder Mahal nas semifinais. Em 28 de janeiro de 2018, Woods entrou na luta Royal Rumble como número 12, mas foi eliminado por Mahal. No Fastlane, The New Day enfrentou The Usos pelo Campeonato de Duplas do SmackDown, mas foi derrotado após interferência de The Bludgeon Brothers. Na WrestleMania 34, The New Day enfrentaria The Usos e The Bludgeon Brothers em uma luta de duplas pelo Campeonato de Duplas do SmackDown, mas não conseguiu conquistar os títulos. Em 21 de julho, a Gerente Geral Paige agendou um torneio pelo título de duplas, com a equipe vencedora ganhando o direito de desafiar The Bludgeon Brothers pelo Campeonato de Duplas do SmackDown no SummerSlam. The New Day derrotou SAnitY nas semifinais e Cesaro e Sheamus nas finais. No SummerSlam, The New Day venceu a luta por desqualificação, o que significa que The Bludgeon Brothers manteve seus títulos, mas dois dias depois no SmackDown Live, The New Day derrotou The Bludgeon Brothers em uma luta sem desqualificação para capturar os títulos pela terceira vez. Em 16 de outubro, Woods e Big E perderam os títulos contra The Bar no SmackDown 1000.

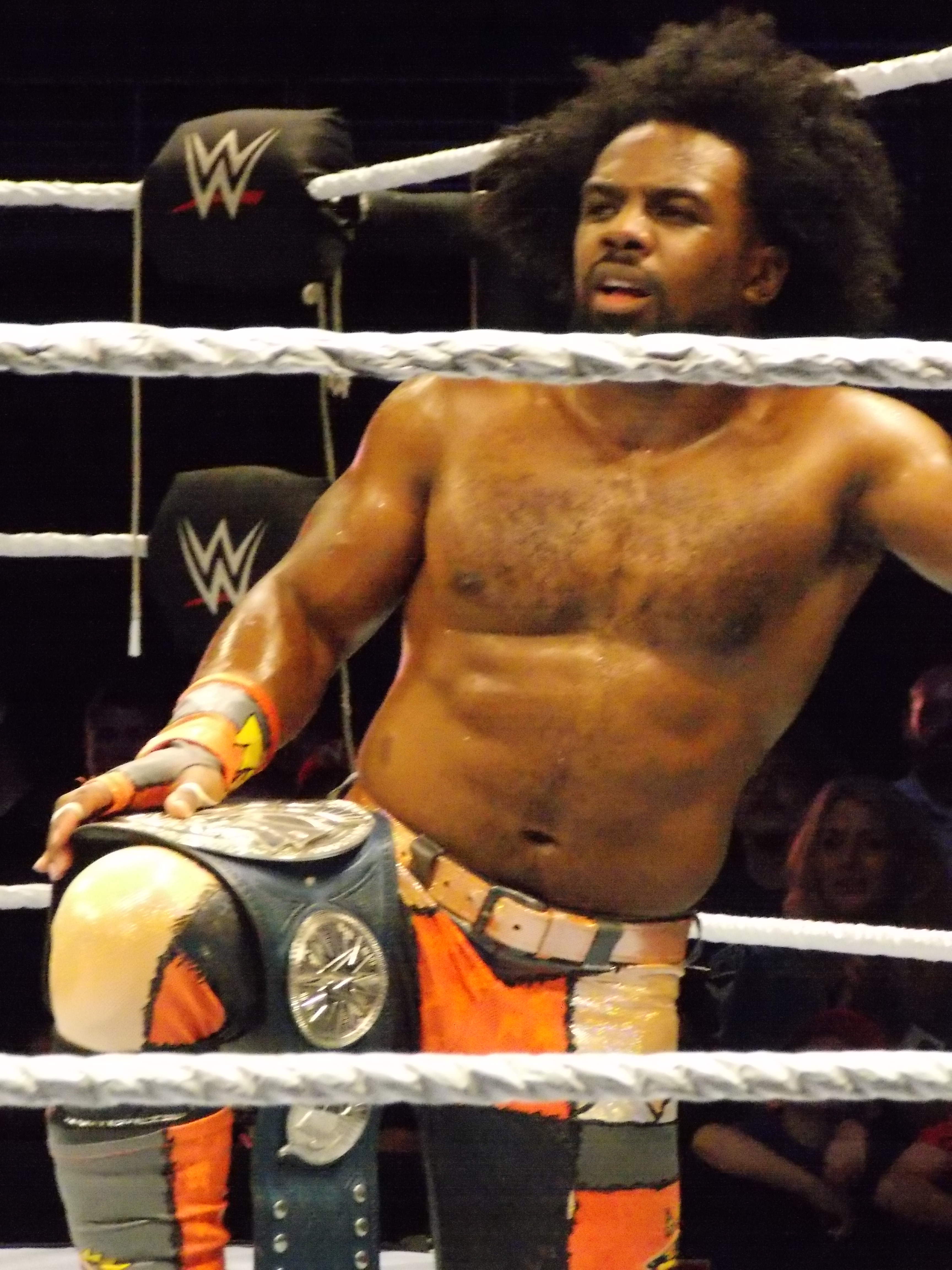
Woods em agosto de 2019

Em 27 de janeiro de 2019, no Royal Rumble, Woods entrou na luta Royal Rumble, mas foi eliminado por Drew McIntyre. Na preparação para a WrestleMania 35, o companheiro de equipe de Woods, Kofi Kingston, estava tentando ganhar uma chance pelo Campeonato da WWE e depois de muitas tentativas, McMahon concedeu a ele a chance pelo título depois que Woods e Big E derrotaram Gallows e Anderson, Rusev e Shinsuke Nakamura, The Bar, The Usos, e Daniel Bryan e Rowan em uma luta de tag team gauntlet. Após a WrestleMania, Woods e Big E ganharam outra oportunidade pelo Campeonato de Duplas do SmackDown no Extreme Rules. No evento, Woods e Big E derrotaram Daniel Bryan e Rowan, e Heavy Machinery para ganhar os títulos. Woods e Big E perderam os títulos para The Revival no Clash of Champions. Durante um evento ao vivo da WWE em 21 de outubro, Woods sofreu uma lesão legítima no tendão de Aquiles e foi relatado que a lesão o afastaria por seis meses a um ano.
Em 9 de outubro de 2020, episódio do SmackDown, Woods voltou de lesão, onde se uniu a Kingston para derrotar Cesaro e Shinsuke Nakamura, ganhando seu sétimo Campeonato de Duplas do SmackDown. Após a luta, como parte do Draft de 2020, Kingston e Woods foram transferidos para a marca Raw, separando-os de Big E, que permaneceu na marca SmackDown. No episódio de 12 de outubro do Raw, New Day trocaria títulos de duplas com os detentores do Campeonato de Duplas do Raw, The Street Profits, que foram convocados para o SmackDown. Isso marcaria o terceiro reinado de Kingston e Woods com os títulos do Raw como uma equipe (quinto para Kingston individualmente), o 10º reinado do campeonato de duplas de New Day na WWE como uma equipe e o 10º reinado do campeonato de duplas de Woods individualmente. Em 20 de dezembro, no TLC, Kingston e Woods perderam o Campeonato de Duplas do Raw para The Hurt Business (Cedric Alexander e Shelton Benjamin). Woods e Kingston então ganhariam de volta os títulos de Alexander e Benjamin em 15 de março de 2021, durante a transmissão ao vivo do Raw, marcando o quarto reinado de Woods com Campeão de Duplas do Raw e o 11º reinado geral do Campeonato de Duplas na WWE. Eles manteriam o campeonato até a WrestleMania 37, onde perderam os títulos para AJ Styles e Omos.

#### King of the Ring (2021–2022)
Como parte do Draft de 2021, Woods - junto com seu parceiro de duplas Kingston - foram convocados para a marca SmackDown, que entrou em vigor em 22 de outubro. Antes disso, Woods entrou no torneio King of the Ring de 2021, representando o Raw, onde derrotou Ricochet na primeira rodada e Jinder Mahal nas semifinais. No Crown Jewel em 21 de outubro, Woods derrotou Finn Bálor do SmackDown na final para vencer o torneio e se tornar o King of the Ring; seu primeiro prêmio individual na WWE. No episódio seguinte do SmackDown, com o time agora oficialmente membros da marca SmackDown, The New Day teve uma coroação para Woods. Kingston apresentou Woods e o adornou com uma capa, coroa e cetro, e o nome do anel de Woods foi mudado para King Woods. Na edição de 14 de janeiro de 2022 do SmackDown, Woods foi diagnosticado com uma lesão plantar, tornando-o incapaz de competir por 4-6 semanas.

#### Retorno de lesão (2022–presente)
Na edição de 25 de março de 2022 do SmackDown, Woods fez seu retorno revertendo para Xavier Woods derrotando Ridge Holland em uma partida. Kingston & Woods então desafiaram Sheamus & Ridge Holland para uma luta na WrestleMania, mas perderam.

## Outras mídias
A persona de wrestling de Woods é jogável em oito videogames: TNA Impact!: Cross the Line como Consequences Creed, e em WWE 2K15, WWE 2K16, WWE 2K17, WWE 2K18, WWE 2K19, WWE 2K20, WWE 2K22 e como personagem de crossover em Brawlhalla, como Xavier Woods. Além disso, Woods aparece em Super Bomberman R e como um traje em Fall Guys. Sob o apelido de Xavier Woods, ele jogou o Raiden de Mortal Kombat no jogo para celular do NetherRealm Studio, WWE Immortals.
A vida de Woods foi destaque, junto com Adam Rose e Corey Graves, no especial E:60 da ESPN na WWE intitulado Behind the Curtain, que foi ao ar em 5 de maio de 2015. Ele fez uma aparição no canal de culinária Taste of Tenille, de curta duração da colega lutadora Emma, no YouTube, em 2015. Woods foi destaque tocando pandeiro e trombone na capa do Postmodern Jukebox do videoclipe "What is Love".
Em 2017, Woods fez sua estreia como dublador como o personagem Vincent Mensah no videogame PlayStation 4 2064: Read Only Memories. Ele também publicou The Book of Booty: Shake It. Adoro. Never Be It com os outros membros do New Day Big E e Kofi Kingston.
Em 2015, Woods, sob seu apelido de Austin Creed, iniciou um canal no YouTube chamado UpUpDownDown, onde convida colegas artistas da WWE, personalidades de jogos, amigos e convidados para jogar. Em agosto de 2018, ganhou um recorde mundial do Guinness para o canal de videogame de celebridades mais inscrito, com 1,6 milhão de assinantes.
Woods é um membro recorrente do elenco da campanha ao vivo de Penny Arcade, Dungeons & Dragons, Acquisitions Incorporated a partir de 2019. Ele se apresenta em várias convenções PAX interpretando o papel de Bobby Zimmeruski, um Bárbaro Golias com uma obsessão por violência e um profundo amor por queijo. Watson, junto com Big E e Kofi Kingston, apareceu em um episódio de Adam Ruins Everything onde eles fizeram uma versão de seu bordão durante um segmento sobre o Monte Rushmore.
Em fevereiro de 2020, Woods anunciou sua parceria com a Riot Games para criar experiências de e-sports.
Em novembro de 2020, Woods, ao lado de outros membros do The New Day, Big E e Kingston, foi adicionado como personagens jogáveis de DLC no videogame Gears 5, ostentando uma armadura personalizada nas cores dos trajes de ringue do The New Day; os três diálogos gravados especificamente para o jogo.
Em 24 de novembro de 2020, Woods foi anunciado como um dos novos anfitriões do renascimento do G4.

### Filme
| Ano  | Título                | Papel     | Notas             |
| ---- | --------------------- | --------- | ----------------- |
| 2021 | Escape the Undertaker | Ele mesmo | Estrela principal |

## Vida pessoal
Watson tem dois diplomas de bacharel em psicologia e filosofia, um mestrado em psicologia e, a partir de 2015, anunciou que está atualmente trabalhando para obter um doutorado em psicologia educacional pela Capella University.
Watson é um ávido fã de videogames. Ele tem uma tatuagem do Wingcrest da série The Legend of Zelda em seu antebraço esquerdo. Ele também tem uma conta no Twitch com o nome de usuário AustinCreed. Ele ganhou o torneio anual WWE 2K em 2015.
Watson se casou com Jess Watson em 2015 e seu filho nasceu em 2017.

## Campeonatos e conquistas
- Deep South Wrestling

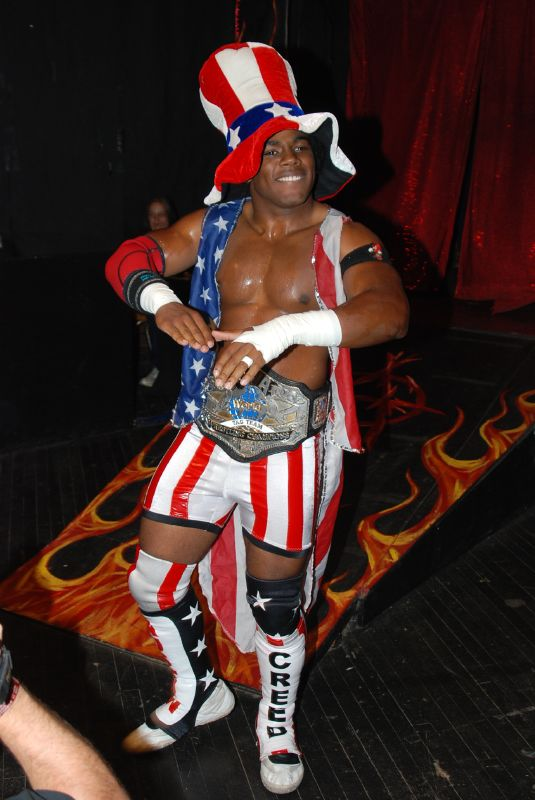
Creed como Campeão de Duplas da NWA Anarchy

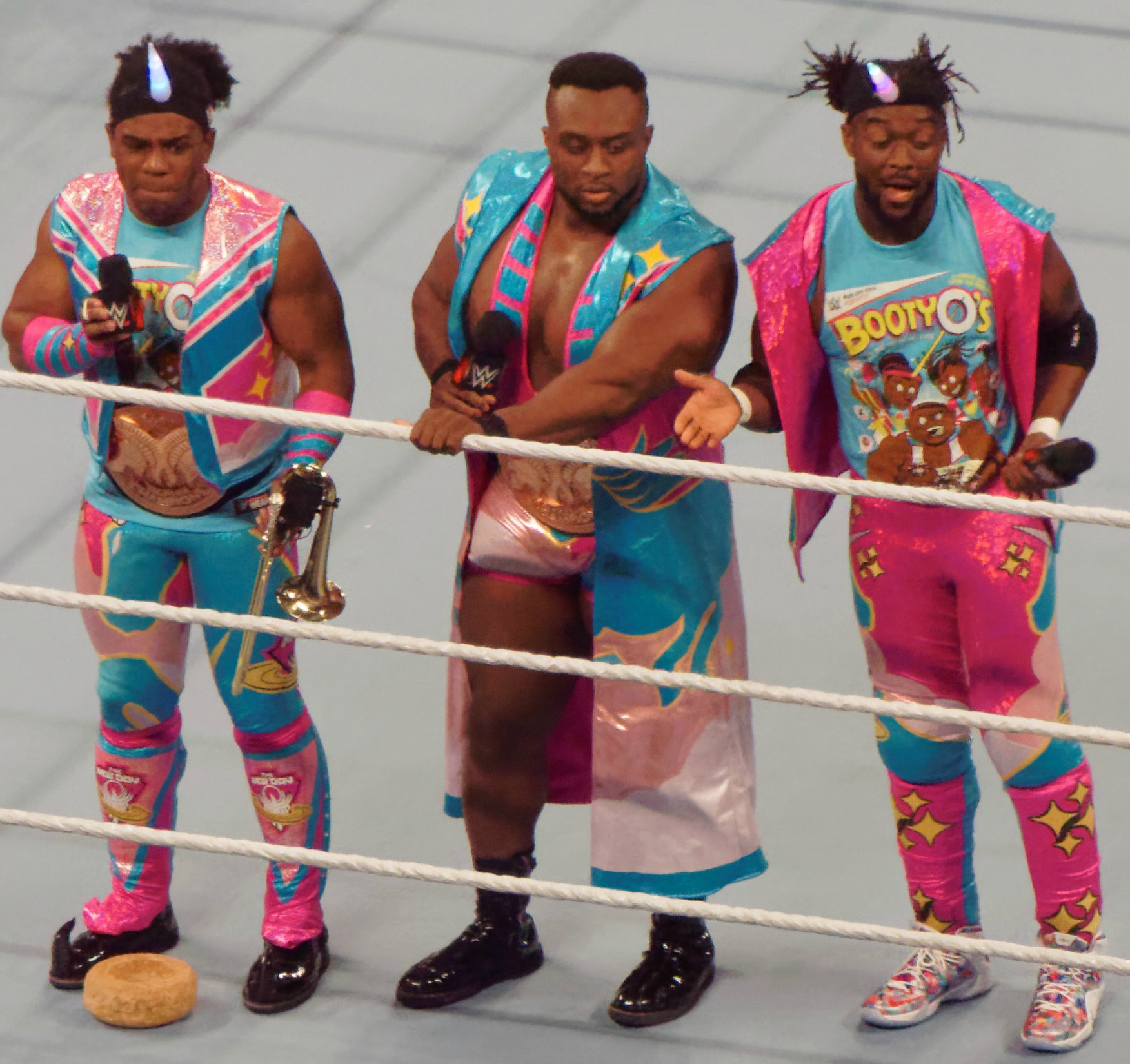
Como parte do The New Day, Woods é tetracampeão e o campeão de duplas do Raw com o reinado mais longo, campeão de duplas com o reinado mais longo em geral e um recorde de sete vezes campeão de duplas do SmackDown.No geral, Woods é 11 vezes campeão de duplas na WWE.

  - Campeonato Peso Pesado da DSW (1 vez)
- East Coast Wrestling Association
  - Campeão do Torneio ECWA Super 8 (2010)
- Florida Championship Wrestling
  - Campeonato de Duplas da Flórida FCW (1 vez) – com Wes Brisco
- NWA Anarchy
  - Campeonato de Duplas da NWA Anarchy (1 vez) – com Hayden Young
  - Lutador mais popular (2006)
- Pro Wrestling Illustrated
  - Equipe de Duplas do Ano (2015, 2016) com Big E e Kofi Kingston
  - Classificado no. 58 dos 500 melhores lutadores individuais no PWI 500 em 2016
  - Classificada em 8º lugar das 50 melhores equipes de duplas no PWI Tag Team 50 em 2020 com Big E e Kofi Kingston
- Total Nonstop Action Wrestling
  - Campeonato Mundial de Duplas da TNA (1 vez) – com Jay Lethal
- Wrestling Observer Newsletter
  - Melhor Gimmick (2015) – The New Day
- WWE
  - Campeonato de Duplas do Raw (4 vezes) 1 – com Big E e Kofi Kingston (2), e Kofi Kingston (2)
  - Campeonato de Duplas do SmackDown (7 vezes) 1 – com Big E e Kofi Kingston (6), e Kofi Kingston (1)
  - King of the Ring (2021)
  - WWE SmackDown Tag Team Championship Tournament (2018) – com Big E e Kofi Kingston
  - WWE Year-End Award (1 vez)
    - Men's Tag Team of the Year (2019) – com Big E e Kofi Kingston

  - Slammy Award (1 vez)
    - Ring Gear of the Year (2020) – com Big E e Kofi Kingston

1 Big E, Kingston, e Woods defenderam o título sob a Regra Freebird.